# Ranfañote
El ranfañote es un postre tradicional de la gastronomía del Perú, concretamente de la limeña. Es considerado como el dulce limeño más antiguo.  

## Descripción
El ranfañote es un dulce que consta de trozos de pan duro tostado o frito bañados en miel de chancaca, mantequilla y clavo de olor mezclados con pecanas, pasas, queso, nueces y coco. También se suele utilizar las crocantes galletas denominadas revolución caliente en reemplazo del pan duro.

## Historia
Tradicionalmente, se presume que el origen del ranfañote está vinculado al comercio de esclavos africanos, a partir de sobras de queso fresco, pan tostado, coco, cáscaras de naranja y nueces, a lo que se agregaba miel de caña.
La creación más certera de aquel postre habría sido por la influencia de panaderos mestizos durante el virreinato que, para aprovechar los panes endurecidos, elaboraron este dulce convirtiéndolo en un alimento atrayente.
En 1853 Ramón Rojas y Cañas publicó su libro satírico Museo de limeñadas donde una sección en que agrupa una serie de relatos cortos sobre las costumbres limeñas la tituló «Ranfañote».
El tradicionalista peruano Ricardo Palma describiendo los pregones en sus Tradiciones Peruanas (1883) menciona que:

A las once pasaban la melonera y la mulata de convento vendiendo

Ranfañote, cocada, bocado de Rey, Chancaquitas de cancha y de maní y frejoles colados.
Ricardo Palma. Tradiciones Peruanas

Hoy en día sólo se comercializa en ferias tradicionales y artesanales.